# Glassponzen
Glassponzen (Hexactinellida) zijn een klasse van sponsdieren (Porifera), die worden gekenmerkt door een skelet bestaande uit vier- of zespuntige spicula van kiezel (SiO2). Een bekende vertegenwoordiger van deze klasse is het Venusmandje (Euplectella aspergillum).
Het oudste levende organisme is een glasspons. Deze is maar liefst 9000 jaar oud.
Wetenschappers dachten dat deze glassponzen reeds 40 miljoen jaar geleden uitgestorven waren. Maar in 1987 ontdekten Canadese wetenschappers glassponsriffen aan de Noordkust van Brits-Colombia

## Biologie
Glassponzen worden 10 tot 30 centimeter hoog en hebben de vorm van een kom. Hun lichaam is relatief symmetrisch en bestaat grotendeels uit syncytium. De epidermische cellen die andere sponssoorten hebben zijn bij glassponzen afwezig. Veel van hun cytoplasma wordt niet in afzonderlijke cellen verdeeld door wanden, maar vormt een grote massa met meerdere celkernen.
Glassponzen leven lang, maar hun exacte levensverwachting is lastig na te gaan. De AnAge Database vermeldt 15.000 jaar als levensverwachting van deze sponzen.

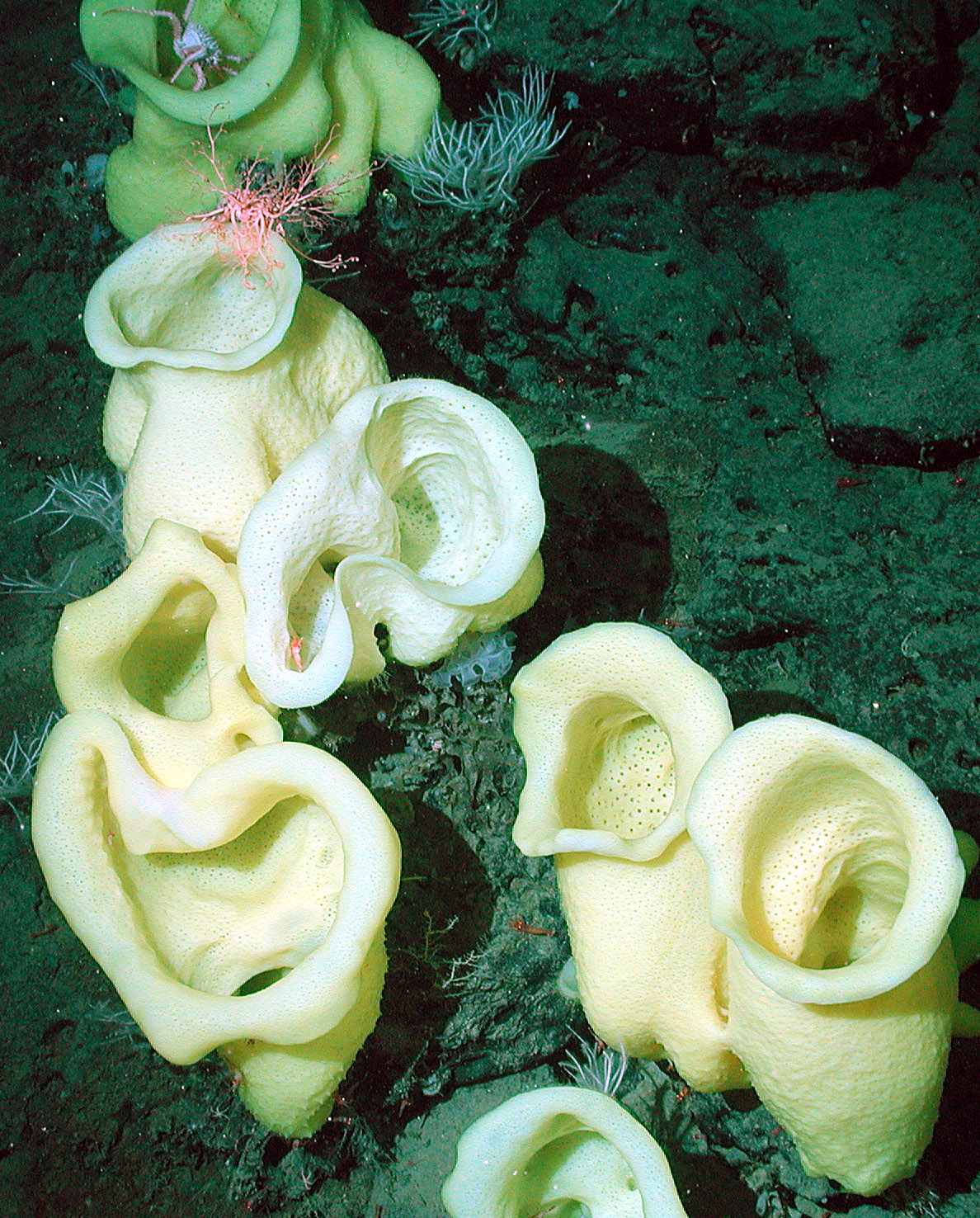
Staurocalyptus sp.

## Verspreiding en leefgebied
Glassponzen zijn niet veelvoorkomend. Ze leven doorgaans op een diepte van 400 tot 900 meter, hoewel de soort Oopsacas minuta ook in ondiepere wateren is aangetroffen. De soorten uit deze klasse komen wereldwijd voor, maar het meest in de zeeën rond Antarctica. Voor de kusten van Brits-Columbia en Washington zijn enkele riffen van glassponzen te vinden.

## Fossielen
De oudste fossiele resten van glassponzen dateren uit het vroege Cambrium of late Neoproterozoïcum. Als fossiel zijn ze gerelateerd aan de demospongiae.

## Onderverdeling
De klasse wordt onderverdeeld in twee subklassen:
- Onderklasse Amphidiscophora
- Onderklasse Hexasterophora